# Хобда
Хобда (каз. Қобда), у верхів'ї — Велика Хобда (каз. Үлкен Қобда) — річка у Алгинському й Кобдинському районах Актюбінської області Казахстану, ліва притока річки Ілек, басейн Уралу.

## Загальна інформація
Утворюється внаслідок злиття річок Карахобда та Сарихобда на заході Мугоджарських гір, протікає на північний захід, по Підуральському плато, гирло річки розміщується на кордоні Оренбурзької області Росії, біля с. Покровка. Довжина річки — 225 км, від витоку її частини Карахобди — 363 км, площа водозбірного басейну — 14 700 км². Живлення переважно снігове, частково ґрунтове, середня витрата води варіює від 650 м³/сек під час повеней до 3 м³/сек у межені, середньорічна витрата — 5,5 м³/сек. Вода прісна, використовуються для зрошення, розведення риб та птахів.

## Історія
В минулому по річці проходив кордон між Уральською і Тургайською областями Російської імперії. Річка була мілкою, довжина її становила 300 верст, на берегах мала поклади кам'яного вугілля.